# Нельсон-Скорняков, Фёдор Борисович
Фёдор Борисович Нельсон-Скорняков (1897—1956) — советский учёный, специалист в области фильтрации через земляные сооружения. Лауреат Сталинской премии.

## Биография
В конце 1920-х годов первый главный инженер строительства Вахшского канала. Высказал мнение о невозможности строительства из-за провалов грунта, и был отстранен от должности.
С 1938 года — главный инженер головного сооружения Большого Ферганского канала.

Главный инженер головного сооружения Большого Ферганского канала профессор Ф. Нельсон-Скорняков за беседой с уполномоченным колхозником на одном из участков строительства (1939).

С 1944 года — зав. кафедрой гидравлики в МАДИ.

## Научные труды
- Дренаж при помощи глубоких колодезных насосов, практикующийся на системе р. Соленой в Аризоне САСШ [Текст] / Ф. Б. Нельсон-Скорняков. — Ташкент: Издательский отдел ОИИВХ, 1930 — Ч. І / Главный хлопковый комитет. — 39 с. + 7 карт.
- Насосные установки на ирригационных системах в САСШ [Текст] : по материалам Мелиорационного бюро / Ф. Б. Нельсон-Скорняков. — Ташкент: Изд. отдел ОИИВХ. — Ч. 1. — 1930. — 28 с. : ил. -
- Устойчивые каналы в Аллювии [Текст] : по материалам мелиорационного бюро Сасш и Д. Ласей / Ф. Б. Нельсон-Скорняков ; Главный хлопковый комитет. — Ташкент: Издательский отдел ОИИВХ, 1930. Ч. І. — 1930 (Типо-литография «Правда Востока»). — 33 с. : граф., табл.
- Фильтрация в однородной среде [Текст] / Ф. Б. Нельсон-Скорняков. — М.: Советская наука, типография «Печат. двор» в Лгр., 1947. — 279 с.
- Фильтрация в однородной среде / Ф. Б. Нельсон-Скорняков. — М.: Сов. наука, 1949. — 568 с.

## Награды и звания
- Доктор технических наук;
- Профессор;
- Сталинская премия 2 степени (1948 год) — за научные исследования в области гидродинамики грунтовых вод, имеющие важное практическое значение, обобщённые в монографии «Фильтрация в однородной среде».